# Lake Hughes (Califòrnia)
Lake Hughes és una comunitat no incorporada (unincorporated community) de Califòrnia, Estats Units. Està situada en els contraforts de la Sierra Pelona Mountains, al nord-oest de Palmdale, i el Santa Clarita Valley, dins el bosc the Angeles National Forest. Té 629 habitants (2010).
És una de les llacunes temporals (sag pond) del Hughes Lake i Elizabeth Lake. Aquesta és una comunitat agrícola i també turística.

## Història
Lake Hughes va rebre aquest nom pel Jutge Griffith (Patrick) Hughes.
L'any 1907 William Mulholland, superintendent del Los Angeles Department of Water and Power, començà els treballs en l'Elizabeth Lake Tunnel per tal de transportar aigua amb el Los Angeles Aqueduct des d'Owens Valley cap a Los Angeles. El túnel fa cinc milles de llargada.
C.A. Austin va promoure Lake Hughes, com un lloc turístic estival, l'any 1924.